# Primera Divisió
De Primera Divisió is de hoogste voetbalcompetitie in Andorra die wordt georganiseerd door de Andorrese voetbalbond (FAF). Aan de competitie, die in 1994/95 voor het eerst werd gespeeld, nemen vanaf 2023/24 tien clubs deel, voordien acht. 
De Andorrese club FC Andorra speelt als enige niet in de Primera Divisió maar in het Spaanse voetbalsysteem.

## Competitieopzet
Tot 1999 was de Primera Divisió de enige competitie in Andorra. Het was dus niet mogelijk om te degraderen en het aantal deelnemers lag tussen de tien en de twaalf clubs, die twee keer tegen elkaar speelden. Vanaf 1999 bestond de competitie uit acht teams, met uitzondering het seizoen 2002/03, toen de hekkensluiter van het voorgaande seizoen (Sporting Club d'Escaldes) door de nationale bond als negende club werd toegelaten in de Primera Divisió. Vanaf 2023/24 nemen er tien lubs aan deel.
De acht deelnemende clubs speelden tot en met het seizoen 2021/22 drie keer tegen elkaar in de reguliere competitie. Hierna werd de competitie opgedeeld in twee groepen van vier; een kampioensgroep (Play Off Títol) en een degradatiegroep (Play Off Descens). De punten uit de reguliere competitie bleven behouden. Vervolgens speelden de clubs wederom tweemaal tegen elkaar. Elke club speelde in totaal 27 wedstrijden. De winnaar van de kampioensgroep was de uiteindelijke kampioen en de nummer vier van de degradatiegroep, de feitelijke nummer acht, degradeerde naar de Segona Divisió. De nummer drie van de degradatiegroep, de feitelijke nummer zeven, speelde een play-off tegen de nummer twee van de Segona Divisió.
In het seizoen 2022/23 speelden de acht teams vier keer tegen elkaar in de reguliere competitie wat in 28 wedstrijden per team resulteerde. De nummer 8 degradeerde rechtstreeks, de nummer 7 speelde promotie/degradatie voetbal. Vanaf 2023/24 spelen de tien teams drie keer tegen elkaar (27 wedstrijden) in de reguliere competitie, de nummer 10 degradeert rechtstreeks en de nummer 9 speelt promotie/degradatie voetbal.

## Europese bekertoernooien
Zoals Andorra er nu voor staat op de UEFA-coëfficiëntenranglijst, plaatst de kampioen zich voor de eerste voorronde van de UEFA Champions League. De nummer twee en de bekerwinnaar plaatsen zich voor de eerste kwalificatieronde van de UEFA Europa Conference League. Indien de bekerwinnaar in de top-twee eindigt, mag ook de nummer drie van de competitie aan de Europa Conference League meedoen.
Tot 2007 nam de kampioen van Andorra deel aan de UEFA Cup. Pas in het seizoen 2007/2008 debuteerde het land met een ploeg in de Champions League. Voor 2001 was de landskampioen de enige Andorrese ploeg die Europees actief was. Tussen 2001 en 2006 had Andorra ook nog een deelnemende club in de UEFA Intertoto Cup.

## Titels per club
| Club                    | Aantal | Kampioens in:                                                                |
| ----------------------- | ------ | ---------------------------------------------------------------------------- |
| FC Santa Coloma         | 13     | 1995, 2001, 2003, 2004, 2008, 2010, 2011, 2014, 2015, 2016, 2017, 2018, 2019 |
| CE Principat            | 3      | 1996, 1997, 1998                                                             |
| Inter Club d'Escaldes   | 3      | 2020, 2021, 2022                                                             |
| FC Encamp               | 2      | 1996, 2002                                                                   |
| FC Rànger's             | 2      | 2006, 2007                                                                   |
| UE Sant Julià           | 2      | 2005, 2009                                                                   |
| FC Lusitanos            | 2      | 2012, 2013                                                                   |
| Constel·lació Esportiva | 1      | 2000                                                                         |
| Atlètic Club d'Escaldes | 1      | 2023                                                                         |
| UE Santa Coloma         | 1      | 2024                                                                         |

## Aantal seizoenen in de Primera Divisió
Omdat de deelnemende clubs aan het seizoen 1994/95 niet bekend zijn, is dat seizoen niet opgenomen in deze statistieken. De vet weergegeven clubs komen in 2025/26 uit in de Primera Divisió.
| Club                         | Seizoenen | Periode (1995-2026)                        |
| ---------------------------- | --------- | ------------------------------------------ |
| FC Santa Coloma              | 31        | 1995–....                                  |
| Inter Club d'Escaldes        | 29        | 1995–2015, 2017-....                       |
| UE Sant Julià                | 28        | 1995–2023                                  |
| FC Encamp                    | 20        | 1995–2005, 2006–2007, 2009–2011, 2012–2019 |
| CE Principat                 | 19        | 1995–2014                                  |
| FC Lusitanos                 | 19        | 2000–2019                                  |
| UE Santa Coloma              | 18        | 2008–....                                  |
| UE Engordany                 | 15        | 2003–2004, 2007–2010, 2011–2013, 2014–2023 |
| FC Ordino                    | 11        | 2013–2017, 2018-2020, 2021-....            |
| FC Rànger's                  | 11        | 2001–2009, 2011–2012, 2024-....            |
| Atlètic Club d'Escaldes      | 10        | 2004–2007, 2019-....                       |
| Sporting Club d'Escaldes     | 8         | 1995–2003                                  |
| AC Penya Encarnada d'Andorra | 6         | 2015–2016, 2017-2018, 2020-2021, 2022-.... |
| Deportivo La Massana         | 5         | 1995–1999, 2000–2001                       |
| CE Carroi                    | 4         | 2019-2022, 2023-2024, 2025-....            |
| Gimnàstic Valira             | 3         | 1996–1999                                  |
| CE Benito                    | 3         | 1997–2000                                  |
| UE Extremenya                | 3         | 1998–1999, 2002–2003, 2005–2006            |
| CF Esperança d'Andorra       | 3         | 2023-....                                  |
| FC Pas de la Casa            | 3         | 2023-....                                  |
| FC Aldosa                    | 2         | 1995–1997                                  |
| Spordany Juvenil             | 2         | 1995–1997                                  |
| FC Andorra Veterans          | 2         | 1996–1998                                  |
| FC Engolasters               | 2         | 1997–1999                                  |
| FC Casa del Benfica          | 2         | 2007–2008, 2010–2011                       |
| Constel·lació Esportiva      | 2         | 1998–2000                                  |
| Construccions Emprim         | 1         | 1995–1996                                  |
| UE Les Bons                  | 1         | 1996–1997                                  |
| CE Jenlai                    | 1         | 2016-2017                                  |
| CF Atlètic Amèrica           | 1         | 2023-2024                                  |
| Deportivo La Massana         | 1         | 2024-2025                                  |

Atlètic Club d'Escaldes ·
CF Esperança d'Andorra ·
FC Santa Coloma ·
Inter Club d'Escaldes ·
FS La Massana ·
FC Ordino ·  
FC Pas de la Casa ·
Penya Encarnada d'Andorra ·
FC Rànger's ·
UE Santa Coloma